# William Terrence McGrattan

Bischofswappen von William McGrattan

William Terrence McGrattan (* 19. September 1956 in London, Ontario) ist ein kanadischer Geistlicher und römisch-katholischer Bischof von Calgary.

## Leben
William Terrence McGrattan empfing am 2. Mai 1987 die Priesterweihe für das Bistum London (Ontario).
Papst Benedikt XVI. ernannte ihn am 6. November 2009 zum Titularbischof von Furnos Minor und Weihbischof in Toronto. Der Bischof von London, Ronald Peter Fabbro CSB, spendete ihm am 12. Januar des nächsten Jahres die Bischofsweihe; Mitkonsekratoren waren Murray Chatlain, Bischof von Mackenzie-Fort Smith, und John Michael Sherlock, Altbischof von London. Als Wahlspruch wählte er HABE FIDUCIAM IN DOMINO.
Papst Franziskus ernannte ihn am 8. April 2014 zum Bischof von Peterborough. Die Amtseinführung fand am 23. Juni desselben Jahres statt.
Am 4. Januar 2017 ernannte ihn Papst Franziskus zum Bischof von Calgary. Die Amtseinführung fand am 27. Februar desselben Jahres statt.
Seit Herbst 2023 ist er Vorsitzender der kanadischen Bischofskonferenz.